# Бакинский округ ПВО
Краснознамённый Бакинский о́круг ПВО — оперативно-стратегическое территориальное объединение Войск ПВО Вооружённых Сил СССР, существовавшее в период с 1954 по 1980 годы, для выполнения задач противовоздушной обороны Южного театра военных действий. Управление округа находилось в Баку.

## История организационного строительства
Образован в июне 1954 года на базе Бакинского района ПВО. Бакинский округ ПВО 30 мая 1980 года на основании Директивы Генерального штаба от 5 января 1980 года был расформирован, части и соединения округа переданы в состав Закавказского военного округа, где было сформировано Управление ПВО.

### Бакинский район ПВО
История войск ПВО Кавказа начинается с зенитно-артиллерийских частей и истребительной авиации отрядов Бакинской коммуны в 1918 году и частей 11-й армии, действовавшей в Закавказье в 1920—1921 годах. Начиная со 2-й половины 30-х годов XX века район Баку прикрывался специально созданным 3-м корпусом ПВО в составе Закавказского военного округа.
В Великую Отечественную войну и послевоенный период задачи ПВО выполняли Закавказская зона ПВО (1941—1944), Закавказский фронт ПВО (1944—1945), Бакинская армия ПВО (до 1944 входила в состав Закавказской зоны ПВО, затем Закавказского фронта ПВО, а с 1945 самостоятельная), Бакинский район ПВО (1948—1954).
Бакинский район ПВО включал в себя соединения и части всех родов войск ПВО. Истребительная авиация ПВО входила в состав района 49-м истребительным авиационным корпусом (бывшим 8-м истребительным авиационным корпусом ПВО). В марте 1950 года в состав Бакинского района ПВО включена 42-я воздушная истребительная армия ПВО (бывшая 62-я воздушная армия (7-я воздушная армия)

### Наименования частей, соединений и объединений, выполнявших задачи ПВО Закавказья
- ПВО отрядов Бакинской коммуны (1918);
- ПВО 11-й армии РККА (1920);
- 3-й корпус ПВО (1935—1942);
- Бакинская армия ПВО (1942—1949);
- Бакинский район ПВО (1949—1954);
- Бакинский округ ПВО (1954—1980);
- ПВО Закавказского военного округа (1980—1986);
- 19-я отдельная армия ПВО (1986—1992).

## Командующие
- Генерал-полковник авиации Хрюкин Тимофей Тимофеевич[2] (04.1949 - 09.1950)
- Маршал авиации Вершинин Константин Андреевич[3] (1954 — 04.1956)
- Генерал-полковник Иванов Владимир Дмитриевич[4] (04.1956 — 08.1959)
- Генерал-полковник Щеглов Афанасий Федорович (08.1959 — 07.1966)
- Генерал-полковник Олифиров, Фёдор Акимович (07.1966 — 1973)
- Генерал-полковник авиации Константинов Анатолий Устинович (06.1973 — 05.1980)

## Боевой состав

### 1962 год
- штаб, управление и командный пункт (Баку);
- 12-й корпус ПВО (Ростов-на-Дону);
- 14-й корпус ПВО (Тбилиси);
- 15-й корпус ПВО (Алят, Баку);
- 16-я гвардейская дивизия ПВО (Красноводск).

В 1963 году в состав округа вошла 10-я дивизия ПВО (Волгоград), прибывшая с Кубы (имевшая наименование 27-я дивизия ПВО).

### 1970 год
- штаб, управление и командный пункт (Баку);
- 12-й корпус ПВО (Ростов-на-Дону);
- 14-й корпус ПВО (Тбилиси);
- 15-й корпус ПВО (Алят, Баку);
- 10-я дивизия ПВО (Волгоград);
- 16-я гвардейская дивизия ПВО (Красноводск).

В 1973 году 10-я дивизия ПВО расформирована, части переданы в 12-й корпус ПВО.

### 1980 год
- штаб, управление и командный пункт (Баку);
- 12-й корпус ПВО (Ростов-на-Дону);
- 14-й корпус ПВО (Тбилиси);
- 15-й корпус ПВО (Алят, Баку);
- 16-я гвардейская дивизия ПВО (Красноводск).

## Награды
За большой вклад в дело укрепления обороны страны и достигнутые успехи в боевой и политической подготовке Указом Президиума Верховного Совета СССР от 30 апреля 1975 года округ награждён орденом Красного Знамени.